# Disney : une soirée au cinéma
Disney : une soirée au cinéma ou Soirée Walt Disney est une émission de télévision française diffusée d'avril 1991 à avril 1992 sur La Cinq.

## Concept
L'émission présente des films de cinéma, issus du catalogue Disney et inédits à la télévision. Le générique est une version raccourcie de l'émission "Disney presents". À partir de septembre 1991, la soirée sera sponsorisée par les céréales Chocapic.

### Films d'animation diffusés
- Alice au pays des merveilles
- Robin des Bois

### Films diffusés
- Un amour de Coccinelle
- Un nouvel amour de Coccinelle
- La Coccinelle à Mexico
- La Coccinelle à Monte-Carlo
- Mary Poppins
- Quatre Bassets pour un danois
- L'Espion aux pattes de velours diffusé le 28 janvier 1992[1]
- Le Dernier Vol de l'arche de Noé diffusé le 11 février 1992[2]
- L'Infernale Poursuite
- La Légende de Lobo diffusé le 25 février 1992[3]
- Condorman
- Vingt mille lieues sous les mers
- Splash
- Pollyanna diffusé le 24 décembre 1991

## LaSoirée Walt DisneydansLe Mardi c'est permis
Après avoir diffusé divers films et téléfilms familiaux, M6 démarre dès le 4 février 1992 la diffusion de téléfilms déjà diffusés dans Disney Parade, avec Le chat le plus riche du monde. Dès septembre 1992, M6 récupère le contrat signé entre La Cinq et Disney, et diffuse des films déjà diffusés sur La Cinq dans la Soirée Walt Disney en 1991-1992.